# Joseph L. Henderson
Joseph Lewis Henderson (Elko, Nevada, 31 de agosto de 1903-Greenbrae, California, 17 de noviembre de 2007) fue un médico, analista junguiano y escritor estadounidense, temprano practicante de los métodos desarrollados por Carl Gustav Jung para explorar las influencias culturales sobre la mente inconsciente.

## Biografía
Como joven periodista en busca de una nueva dirección a finales de 1920, el Dr. Henderson viajó a Zúrich para someterse a análisis con Jung, el teórico pionero de la psicología y rival de Sigmund Freud.
Durante su estancia en Zúrich estudió la imaginería onírica, los colores, símbolos y arquetipos que Jung creía presentes en las culturas siendo así universalmente reconocibles. Después de asistir a la escuela de medicina en Londres, el Dr. Henderson volvió a los Estados Unidos y abrió una consulta psicoanalítica en Manhattan en 1938. Poco después se trasladó a San Francisco, llevando consigo los métodos e ideas sobre una mente colectiva inconsciente de Jung.
El Dr. Henderson llegó a ser más ampliamente conocido por una noción relacionada: la de un inconsciente cultural en el que los impulsos heredados de una persona pueden ser automáticamente filtrados a través de su cultura, para aparecer a veces en formas marcadamente diferentes. Un ejemplo podría ser la canalización de la agresividad, en la que el impulso podría tomar la forma de deportes de equipo, danza o guerra, en función de la cultura circundante.
El Dr. Henderson expuso inicialmente su idea en 1962, en un "escrito muy estimulante que añadía una dimensión a la teoría de Jung acerca de cómo hablamos sobre las imágenes y emociones que vienen de la psique", dijo el Dr. Thomas B. Kirsch, psiquiatra y expresidente de la International Association for Analytical Psychology y autor de The Jungians (2000).
En 1967, el Dr. Henderson observó los aspectos psicológicos de los ritos de iniciación, en un estudio que combinaba religión y antropología. Ese libro, Thresholds of Initiation (Umbrales de iniciación), examinó la forma en que una persona puede enfrentar y superar diversos obstáculos en diferentes momentos de la vida.
El Dr. John Beebe, psiquiatra y expresidente del C. G. Jung Institute of San Francisco, lo denominó la "antítesis de un libro de auto-ayuda", diciendo que hizo una distinción entre una figura heroica en una situación extraordinaria y la experiencia más común de afrontar el envejecimiento y otros desafíos.
En 2003, al cumplir un siglo de vida, el Dr. Henderson publicó, junto a su compañera analista Dyane N. Sherwood, un estudio sobre el simbolismo de la alquimia, Transformation of the Psyche (Transformación de la psique). El libro conectaba los colores que aparecen en los sueños con las emociones y trataba la noción alquímica de transformar el plomo en oro como una metáfora de un movimiento de la mente inconsciente hacia la consciencia.
Joseph Lewis Henderson nació en Elko, Nevada, el 31 de agosto de 1903. Se graduó en Princeton y en 1938 obtuvo su título de médico en el St Bartholomew's Hospital de Londres.
El Dr. Henderson practicó durante muchos años en San Francisco, donde ayudó a fundar el Jung Institute, ejerciendo como su presidente. Su oficina fue trasladada finalmente a su hogar en Ross, California, y continuó viendo pacientes hasta que cumplió los 102.
Falleció a los 104 años de neumonía.
La esposa del Dr. Henderson, de 60 años, la formadora Helena Cornford, murió en 1994. Le sobreviven dos nietos y dos bisnietos.
Su estudio del color y la alquimia refleja la propia fascinación de Jung con dichos motivos. Cuando todavía era un estudiante de medicina, el Dr. Henderson descubrió el Splendor Solis, un manuscrito iluminado conservado en la biblioteca del Museo Británico. En el manuscrito, que data del siglo XVI, encontró secuencias en color y símbolos sorprendentemente similares a lo que había experimentado anteriormente en sueños. Dibujó las imágenes de los sueños para que Jung las revisara, quien confirmó su carácter esencialmente alquímico.
A partir de ese momento, el Dr. Henderson estuvo convencido de que la poderosa magia de la alquimia "podría expresar etapas significativas en cualquier proceso profundo de autodescubrimiento".

## Principales publicaciones
- "Initiation Rites," Papers of the Analytical Psychology Club of New York. No. 3 (1939)
- "The Drama of Love and Death," Spring (1944), pp. 62–74.
- "Resolution of the Transference in light of C.G. Jung's Psychology," Acta Psychotherapeutica, Psychomatica et Orthopaedagogica, Vol. 2 (1954), pp. 267–83.
- "Analysis of Transference in Analytical Psychology," American Journal of Psychotherapy, Vol. 9 (1955), PP. 640–56.
- "Psychological Commentary" in Margaret Schevill Link, The Pollen Path: A Collection of Navajo Myths (Stanford, California: Stanford University Press, 1956).
- Con Maud Oakes, The Wisdom of the Serpent: The Myths of Death, Rebirth, and Resurrection (Princeton, New Jersey: Princeton University Press, 1963).
- “Ancient Myths and Modern Man” in Carl Jung (ed.), Man and His Symbols, 104–157 (Garden City, New York: Doubleday & Co., 1964).
- Thresholds of Initiation (Middletown, Connecticut: Wesleyan University Press, 1967).
- "Transcendence: Symbols of Man's Search for Self," Psychological Perspectives, Vol 1, nol. 1 (March 1970), pp. 34–42.
- "The Psychic Activity of Dreaming," Psychological Perspectives, Vol. 3, no. 2 (September 1972) pp. 99–111.
- "The Picture Method in Jungian Psychotherapy," Art Psychotherapy, Vol. 1, no. 2 (1973), pp. 135–140.
- "Books: Analytical Psychology in England," Psychological Perspectives, Vol. 6, no. 2 (September 1975), pp. 197–203.
- "Individual lives in a changing society," Psychological Perspectives, Vol. 8, no. 2 (September 1977), pp. 126–142.
- "Dreams of Nazi Germany." Psychological Perspectives, Vol. 9, no. 1 (March 1978), pp. 7–12.
- "America, and the language of individuation," Psychological Perspectives, Vol. 12, no. 1 (March 1981), pp. 78–88.
- Cultural Attitudes in Psychological Perspective (Toronto, Ontario: Inner City Books, 1984).
- "A Space of Consciousness," The San Francisco Jung Institute Library Journal, Vol 5, no. 1 (September 1984), pp. 14–19.
- "The Spirit of Abstract Art," The San Francisco Jung Institute Library Journal, Vol. 8, no. 1 (September 1988), pp. 7–16.
- "Forward" to Neil Russack, Against the Cage: Animal Guides in Life, Myth and Dream: An Analyst's Notebook (Toronto, Ontario: Inner City Books, 2002)
- Shadow and Self: Selected Papers in Analytical Psychology (Wilmette, Illinois: Chiron Publications, 1990).
- Con Dyane N. Sherwood, Transformation of the Psyche: The Symbolic Alchemy of the Splendor Solis (Hove and New York: Brunner-Routledge, 2003).